# Перилай (скульптор)
Перилай (др.-греч. Περίλαος; казнен в середине VI века до н. э., Акрагант) — скульптор, по преданию, создавший Быка Фаларида.
Римские писатели (Овидий, Проперций, Плиний Старший) называют его Периллом.
Из фрагмента Диодора Сицилийского следует, что он был гражданином Акраганта, но Иоанн Цец называет его афинянином. По преданию, сохранившемуся у Диодора, Плиния Старшего, в схолиях к Пиндару и еще у нескольких авторов, изготовил для тирана Фаларида медного быка «для казни своих соотечественников», и стал первым, на ком отличавшийся изощренной жестокостью правитель испытал это изделие.
Поучительная история Перилая была использована как литературный сюжет несколькими античными авторами. По словам Овидия, между скульптором и тираном произошел следующий диалог:

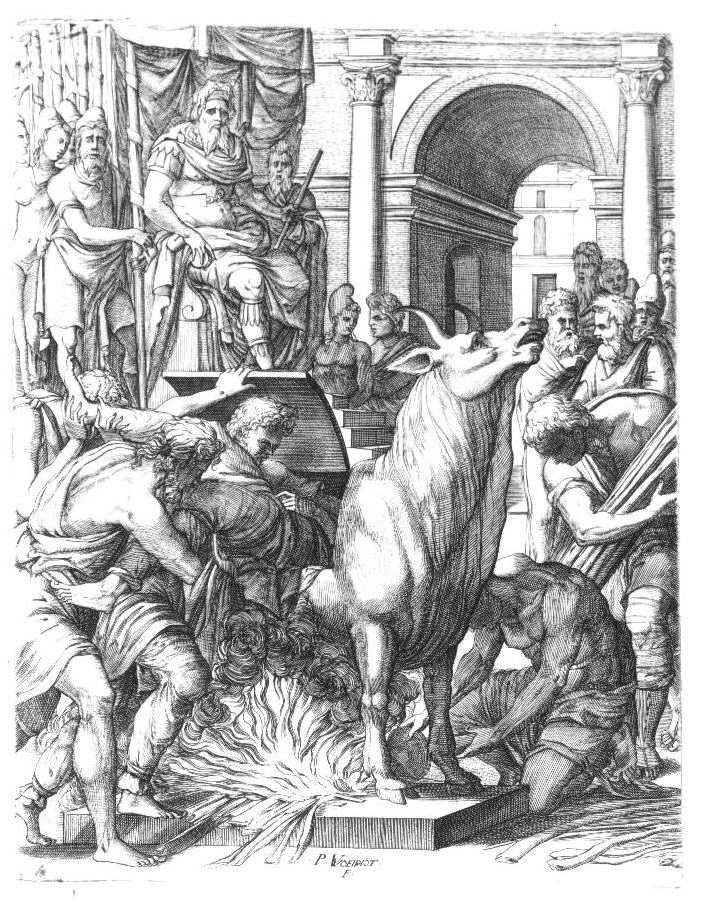
Перилая помещают в чрево быка. Гравюра Пьера Вейрио. XVI век

Лукиан, изобразивший в своем «Фалариде» тирана как справедливого правителя, вынужденного прибегать к насилию лишь по необходимости, представляет казнь Перилая как заслуженное возмездие за его «злую изобретательность». По словам этого писателя, Перилай вставил в ноздри быка флейты, чтобы тиран во время казней мог услаждаться их звуками. Финал истории Лукиан также изменил — чуть живого ваятеля извлекли из чрева быка и сбросили со скалы, а быка отослали в Дельфы.
Впоследствии Цец переложил рассказ Лукиана в стихах.